# Tholaster
Tholaster is een geslacht van uitgestorven zee-egels uit de familie Stegasteridae.

## Verspreiding en leefgebied
Vertegenwoordigers van dit geslacht leefden tijdens het Laat-Krijt (Maastrichtien) in wat nu de Franse en Spaanse Pyreneeën zijn.